# Kakinomoto no Hitomaro

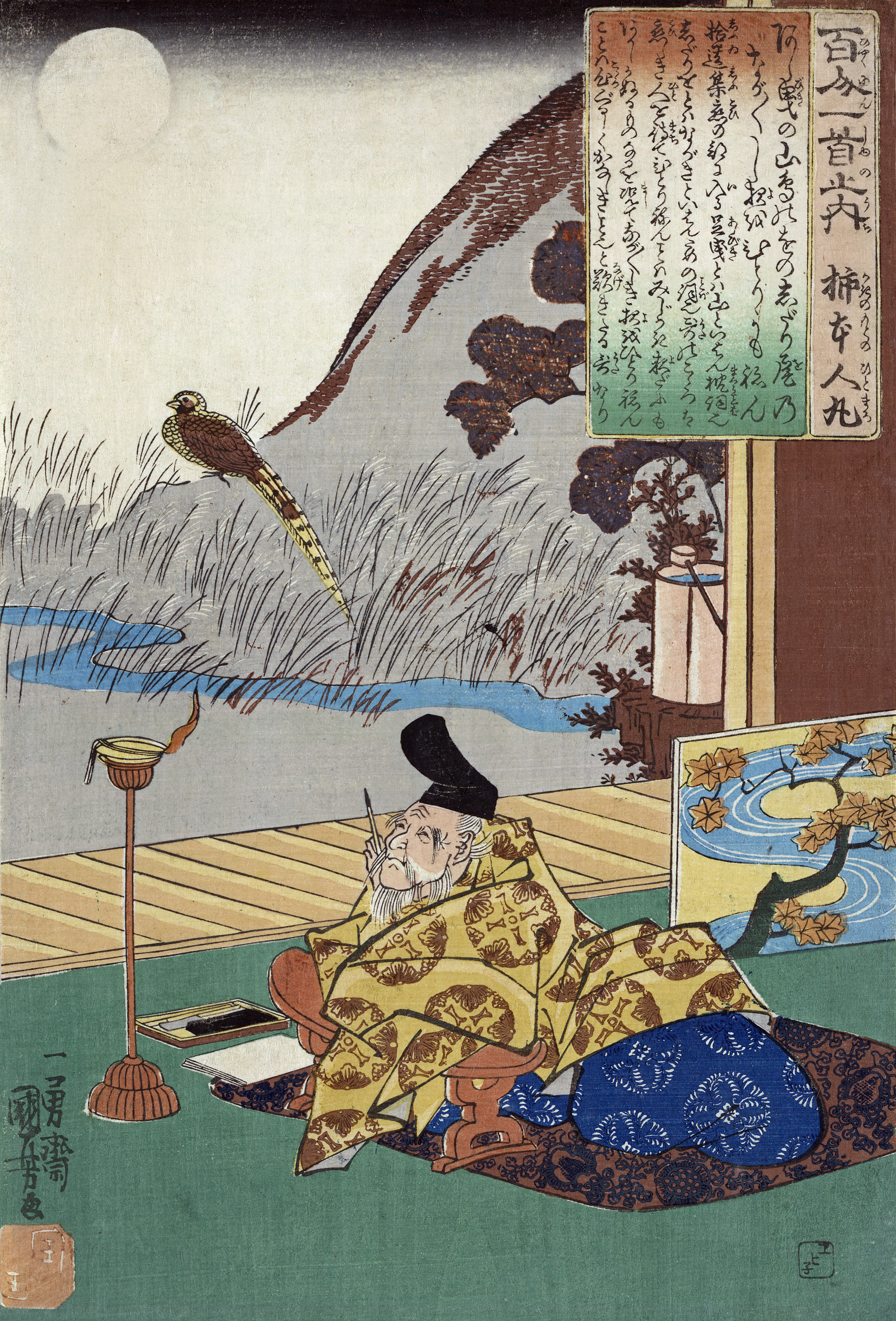
Kakinomoto no Hitomaro, reprezentat de artistul Utagawa Kuniyoshi

Kakinomoto no Hitomaro (în japoneză: 柿本 人麻呂; c. 662 - 710) a fost un poet japonez și aristocrat din perioada Asuka.
Poemele sale, cuprinse în cea mai veche antologie de poezie niponă, Man'yōshū (culegere de zece mii de pagini), cu tematică elegiacă, erotică sau peisagistică, se disting prin vioiciunea ritmurilor și expresivitatea tehnicii artistice.